# XXXXVI Corpo de Exército (Alemanha)
O XXXXVI Corpo de Exército (em alemão: XXXXVI. Armeekorps) foi um Corpo de Exército da Alemanha na Segunda Guerra Mundial. Foi formado no dia 20 de junho de 1940. Foi designado como sendo o XXXXVI. Panzerkorps no dia 14 de junho de 1942.

## Comandantes
| Comandante                             | Data                                      |
| -------------------------------------- | ----------------------------------------- |
| Generaloberst Heinrich von Vietinghoff | 20 de junho de 1940 - 11 de junho de 1942 |
| General der Infanterie Hans Zorn       | 11 de junho de 1942 - 14 de junho de 1942 |

## Chef des Stabes
| Oberstleutnant i.G. Hans-Joachim von der Burg     | 1941                                      |
| Oberst i.G. Wolf-Dietrich Freiherr von Schleinitz | 1 de agosto de 1941 - 14 de junho de 1942 |

## Oficiais de Operações (Ia)
| Major i.G. Sadrozinski   | 1941                       |
| Major i.G. Willi Bürklin | 1942 - 14 de junho de 1942 |

## Área de Operações
| Alemanha   | outubro de 1940 - abril de 1941 |
| Iugoslávia | abril de 1941 - maio de 1941    |

## Serviço de Guerra
| Data              | Exército           | Grupo de Exército | Lugar                 |
| ----------------- | ------------------ | ----------------- | --------------------- |
| novembro de 1940  | 11º Exército       | C                 | Heimat                |
| janeiro de 1941   | 11º Exército       | C                 | Heimat                |
| abril de 1941     | 2º Exército        | OKH               | Iugoslávia            |
| junho de 1941     | BdE                |                   |                       |
| julho de 1941     | 2º Grupo Panzer    | Mitte             | Minsk, Smolensk, Kiew |
| outubro de 1941   | 4º Grupo Panzer    | Mitte             | Wjasma, Moskau        |
| janeiro de 1942   | 4º Exército Panzer | Mitte             | Moshaisk              |
| fevereiro de 1942 | 9º Exército        | Mitte             | Rshew                 |
| maio de 1942      | 3º Exército Panzer | Mitte             | Gshatsk               |

## Organização
23 de maio de 1940
197ª Divisão de Infantaria
5ª Divisão Panzer
23ª Divisão de Infantaria
27 de junho de 1941
SS-Division Das Reich
10ª Divisão Panzer
3 de setembro de 1941
SS-Division Das Reich
2 de outubro de 1941
5ª Divisão Panzer
11ª Divisão Panzer
252ª Divisão de Infantaria
2 de janeiro de 1942
SS-Division Das Reich
Parte da 10ª Divisão Panzer
5ª Divisão Panzer
11ª Divisão Panzer
18 de fevereiro de 1942
86ª Divisão de Infantaria
1ª Divisão Panzer
13 de abril de 1942
206ª Divisão de Infantaria
14ª Divisão de Infantaria motorizada
SS-Division Das Reich
251ª Divisão de Infantaria
22 de abril de 1942
251ª Divisão de Infantaria
1/3 da 216ª Divisão de Infantaria
SS-Division Das Reich
14ª Divisão de Infantaria motorizada
206ª Divisão de Infantaria
Parte da 129ª Divisão de Infantaria
Parte da 328ª Divisão de Infantaria
24 de junho de 1942
87ª Divisão de Infantaria
2/3 328ª Divisão de Infantaria
5ª Divisão Panzer
1 de julho de 1942
20ª Divisão Panzer
86ª Divisão de Infantaria
328ª Divisão de Infantaria
87ª Divisão de Infantaria